# 三木ヒロシ (1944年生)
三木 ヒロシ（みき ヒロシ、1944年3月15日 - 2023年3月）は日本のものまねタレント。本名は鹿野 博昭。静岡県清水市（現在の静岡市清水区）出身。
猿のものまねで知られる。同じものまねタレントで一時期「三木ヒロシ」の芸名を使用していたこともある三木ひろし（1954年 - ）がいるので注意が必要。
三木ヒロシは漫才師から芸能生活を始め、コントを経てものまねに転向した。浅草をホームグラウンドに主に関東を中心に活動していたが、晩年は山形県酒田市に移住し東北を中心に活動していた。一方、三木ひろしはテレビの視聴者参加型公開バラエティ番組『そっくりショー』（読売テレビ）で五木ひろしのものまねで全日本チャンピオンとなり芸能界入りした。芸名も五木自身から戴く。以降五木のものまね一筋で関西を中心に全国的に活動し現在に至っていることが二人の違いである。

## プロフィール
- 血液型：A型
- 身長：152cm
- 体重：58kg
- 趣味：雑魚釣り

## 芸歴
- 1966年（昭和41年）浅草松竹演芸場で漫才コンビとして初舞台を踏む
- 1971年（昭和46年）漫才からコントに転向し、はらみつおと「コント笑企業」を結成した。左官屋コントで人気を得数々のテレビに出演した[6]。
- 1977年（昭和52年）「コント笑企業」解散後「猿のものまね」を交えながら歌謡・民謡・バラエティで漫談を始める。猿のものまねでは彼の右にでるものは居ないと評判になる
- 1991年（平成3年）『第24回日本ものまね大賞』（アイデア賞）、『ものまね珍坊』（いずれもフジテレビ系）に出演した。これを契機に爆発的人気となる。
- 1992年（平成4年）ものまね四天王・清水アキラの専属司会者となる[1]
- 1997年（平成9年）7年間の司会を離れ、浅草木馬亭で「お笑い浅草21世紀」に参加した
- 2001年（平成13年）浅草公会堂で日本喜劇人協会「喜劇人まつり」に出演した
- 2012年（平成24年）芸能生活45周年「三木ヒロシ大猿会」を東京都北区の「北とぴあホール」で開催した。三木明、清水アキラ、青空球児・好児、おぼん・こぼん、のいる・こいるなどが友情出演して大成功を収める

## 主な主演番組
- ものまね紅白歌合戦（フジテレビ系）
- 志村けんのバカ殿様（フジテレビ系）
- タモリのジャングルTV（毎日放送制作、TBS系）
- 金曜バラエティー（NHK総合）[7]
- 徳光＆ヒロミのがんばれ家族、親子の絆編（テレビ東京系）
- 出没!アド街ック天国（テレビ東京系）
- TokYo,Boy（TOKYO MX）
- 笑林寺 新春特大号（TBS系）[7]
- いまどき娘とハッスルオヤジ（テレビ東京系）[7]